# Stadion Hirnyk w Kalmiuśkim
Stadion Hirnyk (ukr. Стадіон «Гірник») – wielofunkcyjny stadion w Kalmiuśkim, w obwodzie donieckim na Ukrainie. Domowa arena klubu Hirnyk-Illicziweć Komsomolskie.
Stadion Rudokombіnatu (ukr. Стадіон Рудокомбінату) w miasteczku Komsomolśkie został zbudowany w XX wieku i prezentował miejscowy Zakład Obróbki Rudy. Stadion zapisał się do historii tym, że 6 marca oraz 20 marca 1994 roku na stadionie rozgrywała swoje mecze domowe piłkarska drużyna Szachtar Donieck z Nywą Winnica i Zorią-MAŁS Ługańsk. Dotychczas jest to najmniejsze miasto (12 tys.), które kiedykolwiek przyjmowało mecze Wyższej Ligi Ukrainy. Potem stadion zmienił nazwę na Metałurh (ukr. «Металург»), a w sezonie 1997/98 w Drugiej lidze występował miejscowy Metałurh Komsomolśke. W 2006 klub zmienił nazwę na Hirnyk-Illicziweć Komsomolśke, po czym również stadion otrzymał nazwę Hirnyk.